# 山口大学文化会吹奏楽部
山口大学文化会吹奏楽部（やまぐちだいがくぶんかかいすいそうがくぶ、Yamaguchi  University Brass Band）は、日本のアマチュア吹奏楽団。山口大学に属する吹奏楽クラブである。2022年時点で全日本吹奏楽コンクールに通算10回出場している（銀賞6回、銅賞4回）。

## 歴史
- 1999年 第1回定期演奏会を開催
- 2002年 全日本吹奏楽コンクール初出場
- 2008年-2009年 全日本吹奏楽コンクールに2年連続出場
- 2016年-2019年 全日本吹奏楽コンクールに4年連続出場[1][2][3]
- 2018年 節目となる第20回定期演奏会を開催（特別出演：エリック・ミヤシロ）

## 全日本吹奏楽コンクールの成績
| 年   | 回 | 指揮者     | 課題曲                                         | 自由曲                                                                           | 賞             |
| ---- | -- | ---------- | ---------------------------------------------- | -------------------------------------------------------------------------------- | -------------- |
| 1997 | 45 | 蔵田春樹   | Ⅱ：マーチ「夢と勇気、憧れ、希望」 内藤淳一     | バレエ音楽「ガイーヌ」より A.ハチャトゥリアン／編曲 林紀人                       | 中国大会：銀賞 |
| 1998 | 46 | 鳥屋尾悟史 | Ⅱ：稲穂の波 福島弘和                           | バレエ組曲「シルヴィア」より L.ドリーブ／編曲 建部知弘                           | 中国大会：銀賞 |
| 1999 | 47 | 児玉智巳   | Ⅱ：レイディアント・マーチ 今井聡               | アルメニアン・ダンス・パートI A.リード                                           | 中国大会：銀賞 |
| 2000 | 48 | 中村亮     | Ⅲ：胎動の時代―吹奏楽のために 池辺晋一郎        | バレエ音楽「シバの女王ベルキス」より Ⅳ.狂宴の踊り O.レスピーギ／編曲 淀彰        | 中国大会：銅賞 |
| 2001 | 49 | 松田和寛   | Ⅲ：あの丘をこえて 星谷丈生                     | ハンガリー民謡「くじゃく」による変奏曲 Z.コダーイ                                | 中国大会：金賞 |
| 2002 | 50 | 松田和寛   | Ⅲ：ミニシンフォニー 変ホ長調 原博              | バレエ音楽「ライモンダ」より A.グラズノフ／編曲 林紀人                           | 全国大会：銅賞 |
| 2003 | 51 | 松田和寛   | Ⅰ：ウィナーズ―吹奏楽のための行進曲 諏訪雅彦    | バレエ音楽「青銅の騎士」より R.グリエール／編曲 林紀人                           | 中国大会：金賞 |
| 2004 | 52 | 塩津純     | Ⅲ：祈りの旅 北爪道夫                           | エルフゲンの叫び G.ローレンス                                                    | 中国大会：銀賞 |
| 2005 | 53 | 松田和寛   | Ⅲ：ストリート・パフォーマーズ・マーチ 高橋宏樹 | アイヴァンホー B.アッペルモント                                                  | 中国大会：金賞 |
| 2006 | 54 | 松田和寛   | Ⅰ：架空の伝説のための前奏曲 山内雅弘           | マゼランの未知なる大陸への挑戦 樽屋雅徳                                          | 全国大会：銀賞 |
| 2007 | 55 | 松田和寛   | Ⅴ：ナジム・アラビー 松尾善雄                   | ラザロの復活 樽屋雅徳                                                            | 中国大会：銀賞 |
| 2008 | 56 | 松田和寛   | Ⅴ：火の断章 井澗昌樹                           | 交響曲「ガイア」 J.オグレン                                                      | 全国大会：銀賞 |
| 2009 | 57 | 松田和寛   | Ⅴ：躍動する魂〜吹奏楽のための 江原大介         | バベルの塔 広瀬勇人                                                              | 全国大会：銅賞 |
| 2010 | 58 | 松田和寛   | Ⅰ：迷走するサラバンド 広瀬正憲                 | マードックからの最後の手紙 樽屋雅徳                                              | 中国大会：金賞 |
| 2011 | 59 | 松田和寛   | Ⅴ：「薔薇戦争」より戦場にて 山口哲人           | 科戸の鵲巣-吹奏楽のための祝典序曲 中橋愛生                                       | 全国大会：銀賞 |
| 2012 | 60 | 松田和寛   | Ⅴ：香り立つ刹那 長生淳                         | 復興 保科洋                                                                      | 中国大会：金賞 |
| 2013 | 61 | 松田和寛   | Ⅴ：流沙 広瀬正憲                               | 交響詩「ローマの祭り」より Ⅰ.チルチェンセス Ⅳ.主顕祭 O.レスピーギ／編曲 佐藤正人 | 中国大会：金賞 |
| 2014 | 62 | 松田和寛   | Ⅴ：きみは林檎の樹を植える 谷地村博人           | シンフォニエッタ第2番「祈りの鐘」 福島弘和                                       | 中国大会：金賞 |
| 2015 | 63 | 松田和寛   | Ⅳ：マーチ「プロヴァンスの風」 田坂直樹         | 交響曲第2番「キリストの受難」より F.フェラン                                     | 中国大会：金賞 |
| 2016 | 64 | 松田和寛   | Ⅴ：焔 島田尚美                                 | ハンガリー民謡「くじゃく」による変奏曲 Z.コダーイ                                | 全国大会：銅賞 |
| 2017 | 65 | 松田和寛   | Ⅲ：インテルメッツォ 保科洋                     | 交響詩「モンタニャールの詩」 J.V.デル=ロースト                                   | 全国大会：銀賞 |
| 2018 | 66 | 松田和寛   | Ⅲ：吹奏楽のための「ワルツ」 高昌帥             | バッハの名による幻想曲とフーガ F.リスト／編曲 田村文生                           | 全国大会：銅賞 |
| 2019 | 67 | 松田和寛   | Ⅳ：行進曲「道標の先に」 岡田康汰               | 楽劇「サロメ」より 7つのヴェールの踊り R.シュトラウス／編曲 森田一浩             | 全国大会：銀賞 |
| 2021 | 69 | 松田和寛   | Ⅲ：僕らのインベンション 宮川彬良               | パガニーニの主題による狂詩曲 ラフマニノフ／編曲 森田一浩                         | 中国大会：金賞 |

## 全日本アンサンブルコンテストの成績
| 年   | 回 | 編成               | 曲目/作曲                                                                                               | 賞               |
| ---- | -- | ------------------ | --- | ---------------- |
| 2005 | 28 | 金管八重奏         | 「ニューヨークのロンドン子」より V.ラジオ・シティ（J.パーカー）                                         | 銀               |
| 2006 | 29 | 金管八重奏         | 「テレプシコーレ舞曲集」より I.アントレ II.ヴォルト III.カナリー V.ブーレ（M.プレトリウス／佐藤正人編） | 銅               |
| 2008 | 31 | サクソフォン四重奏 | 「トルヴェールの《惑星》」より 彗星（長生淳）                                                           | 銅               |
| 2012 | 35 | 金管八重奏         | 「高貴なる葡萄酒を讃えて」より（G.リチャーズ）                                                          | 銅               |
| 2013 | 36 | 打楽器四重奏       | 久久能智（西上和子）                                                                                    | 銀               |
| 2014 | 37 | 金管八重奏         | 「ニューヨークのロンドン子」より V.ラジオ・シティ（J.パーカー）                                         | 金               |
| 2015 | 38 | 金管八重奏         | メトロポリタン（高橋伸哉）                                                                              | 銅               |
| 2016 | 39 | トランペット六重奏 | メタリック・フューリィ（E.モラレス）                                                                    | 銀               |
| 2018 | 41 | クラリネット四重奏 | 「ディヴェルティメント」より 第3楽章（A.ウール）                                                        | 銅               |
| 2020 | 43 | フルート四重奏     | 3つの小品（E.ボザ）                                                                                     | 全国大会開催中止 |
| 2021 | 44 | サクソフォン四重奏 | バックバーナー（F.ティケリ）                                                                            | 金               |
| 2022 | 45 | オーボエ三重奏     | 2本のオーボエとイングリッシュホルンのための三重奏曲（L.v.ベートーヴェン）                               | 銀               |